# ルドルフ・ブッフビンダー
ルドルフ・ブッフビンダー（Rudolf Buchbinder [ˈruːdɔlf ˈbuːxbɪndər], 1946年12月1日）は、オーストリアのピアニスト。

## 概要
1946年、当時のチェコスロバキア、ボヘミア地方リトムニェジツェにドイツ系の家庭に生まれる。
5歳でウィーン国立音楽大学に入学して8歳でマスタークラスを履修し、同大学の最年少記録を打ち立てる。9歳で最初の公開演奏会を開いた。1966年にヴァン・クライバーン国際ピアノコンクールにおいて特別賞を獲得した。
当初はとりわけ室内楽演奏に携わった。1961年には、ウィーン三重奏団の一員としてミュンヘン国際音楽コンクールで第1位となっており、今日までに、ザールブリュッケン・カイザースラウテルン・ドイツ放送フィルハーモニー管弦楽団などの優れたオーケストラや指揮者と共演を重ねている。録音数は200曲以上にのぼり、1976年にはフランツ・ヨーゼフ・ハイドンのピアノ曲全曲録音によってグランプリ・デュ・ディスクを受賞した。
レパートリーは幅広く、古典派やロマン派のほかに、20世紀音楽にまでわたっているが、とりわけベートーヴェンの専門家として名高い。また、「ディアベリのワルツ」やヨハン・シュトラウスのワルツの編曲集など、企画力や発想力の高さを披露するとともに、ヴィルトゥオーゾとしての華麗な実力を発揮したものもある。
余暇の趣味は読書や絵を描くことである。